# Хрипаличи
Хрипаличи (укр. Хрипаличі) — село в Устилугской городской общине Владимирского района Волынской области Украины.
Население по переписи 2001 года составляет 265 человек. Почтовый индекс — 44730. Телефонный код — 3342. Занимает площадь 7 км².